# 이슬람 원리주의
이슬람 원리주의는 전통과 문자적 교리준수를 통해 이슬람 공동체의 순수성을 지키고자 하는 종교적 원리주의를 말한다. 하지만 이러한 해석에 따르면, 모든 이슬람 종파와 이슬람 사회 운동 단체가 이슬람 원리주의를 따르는 종파로서 분류된다. 반대로 “원리주의”나 “근본주의”라는 말이 존재하지 않는 아랍어의 상황에 비추어 해석하면, 이슬람 지역에는 원리주의에 해당하는 이슬람 종파는 하나도 존재하지 않는다.
일반적으로 이슬람 과격 단체나 폭력주의 조직을 설명할 때 이슬람 원리주의라는 용어를 사용하며, 이 문서에서 설명하는 세부 사항에서도 과격 단체(또는 폭력주의 조직)만을 대상으로 삼는다.

## 이슬람 원리주의의 배경
원리주의(근본주의, Fundamentalism)란 용어는 본래 개신교 원리주의(Protestant Fundamentalism)에서 유래된 단어로서, 좀 더 구체적으로 밝히면 1910년에서 1915년 사이 미국에서 2명의 부유한 사업가들의 지원을 받아, 3백만 부나 출판된 《The Fundamentals》란 책 제목에서 유래하였다.
하지만 이슬람 원리주의는 기독교 근본주의의 그것과는 전혀 다른 발생 배경을 가지고 있다. 기독교 근본주의가 당시 미국 성공회(Episcopal Church of USA, ECUSA), 미국 장로교(PCAUSA), 미국 감리교 내에서 주류를 차지하던 자유주의 신학 이론과 성서비평학에 대항한 보수반동적인 이데올로기임에 반하여, 이슬람 원리주의는 이슬람 바깥의 외부 세력과의 충돌에서 비롯된 이데올로기로서 기독교의 그것과 비교할 때 외부적 요인이 더 강하다고 할 수 있다.
서구 기독교 사회와 함께 중세 시대를 양분했던 오스만 제국 중심의 이슬람 사회는 17세기 중반부터 점차 서구 기독교 사회보다 뒤처졌다. 그 대표적인 예가 바로 1683년 2차 비엔나 함락 실패와 1699년 합스부르크 왕조에게 당시 오스만 제국의 지배하에 있던 헝가리 영토 대부분을 할양하게 된 카를로비츠 조약이라고 할 수 있다. 이 두 사건 이후 오스만 제국은 19세기 후반에 이르기까지, 서구 열강 기독교 사회와의 군사적 대결에서 연이어 참패했고, 사회문화적 발전 면에서도 점차 뒤처졌다. 그리고 이러한 오스만 제국의 약화는 곧 이슬람 세력의 약화로 이어졌다.
17세기 중반 무렵까지만 해도 사회, 문화, 군사, 정치 등 대부분의 면에서 기독교 중심의 서구 사회보다 대등하거나 부강했던 이슬람 세력이 급속하게 쇠락하기 시작하자, 20세기 초반 이슬람 사회 안에서는 그 원인을 찾기 위한 변화의 노력이 일어나기 시작하고, 쇠락의 근본적인 원인을 이슬람 사회의 왕정 중심의 구시대적 정치구조에서 찾았다. 그리고 서양 기독교 사회로부터 입헌제도를 비롯, 민주주의와 다양한 정치 제도를 도입하여 이슬람 사회의 부흥을 시도했다.
하지만 이러한 노력에도 불구하고, 서구 열강으로 대변되는 기독교 사회와의 격차는 더욱 심화되었을 뿐만 아니라, 2차 대전 이후 이슬람 문화권에 집중된 석유 자원을 향한 서구 열강의 침탈이 본격화되었다. 그리고 이슬람 사회는 더욱 큰 혼란 속으로 빠져들었다.
이와 같은 이슬람 사회의 혼돈 중에 새롭게 등장한 이념이 이슬람 원리주의이다. 이슬람 원리주의자들은 이슬람 사회가 혼란에 빠져드는 원인을 서구 기독교 이념의 수용에서 찾았고, 이슬람 본연의 이념에 충실하게 될 경우 이러한 혼란을 극복하고 새로운 이슬람 번영의 시대를 맞이할 수 있다고 주장하였다.
그들은 자유주의건, 사회주의건, 민족주의건 그 무엇이건 관계없이 이슬람 교도와 이슬람 교도 간에 대립을 초래하는 모든 외세의 이념은 악이라고 간주하고 있으며, 현재 이슬람 사회의 고통은 이슬람의 신(알라)이 명시해 준 율법이 아닌 다른 외세의 법을 따른 것으로 비롯되는 필연적인 결과라고 여기고 있다.
그리고 이러한 문제들을 해결하기 위한 유일한 방법은 오랫동안 지속되온 무슬림들의 의무인 지하드(Jihad)라고 여긴다. 또한 이러한 성전은 첫 번째로 그들의 사회 속 내부에서부터 비롯해야 한다고 주장하였다.
그들은 성전을 수행해야 할 첫 번째 대상으로 먼저 이슬람 사회 속에 존재하는 개종 이슬람 교도 및 신앙이 투철하지 않은 이슬람인을 지목하였는데, 그들의 논리에 따르면, 서구 기독교 사회의 정치제도에 따라 국가를 통치하는 국가의 지도자들은 모두 이슬람교도가 아닐 수밖에 없었고, 이러한 집권자들을 축출하려는 노력을 시작으로 지하드가 시작되었다.

## 같이 보기
- 안와르 알아울라키
- 이슬람 극단주의
- 이슬람 종교경찰
- 이슬람 테러리즘